# Premio Nacional Malinalli
El Premio Nacional Malinalli para la Promoción de las Artes, los Derechos Humanos y la Diversidad Cultural es un galardón que otorga anualmente la Universidad Juárez Autónoma de Tabasco (UJAT) cada año.
Este premio es un reconocimiento de la UJAT a personalidades destacadas, tanto hombres como mujeres, cuyas obras creativas, trabajos de investigación o labor intelectual ha contribuido al enriquecimiento de la cultura mexicana, al fortalecimiento de los valores cívicos y democráticos, al fomento de la pluralidad y la tolerancia, a la igualdad de género, y al desarrollo social en el ámbito regional, nacional y mundial.
Desde 2009 hasta 2013, los premiados fueron ciudadanos mexicanos que eran reconocidos en una ceremonia en la sede de la propia universidad, en el marco de la Feria Universitaria del Libro de Tabasco (FULTABASCO), que se celebra en Villahermosa, capital del estado mexicano de Tabasco. 
A partir de 2014, año en que la feria adoptó un formato Internacional, pasándose a denominar FULTABASCO Internacional, el premio se hizo extensivo a figuras del ámbito internacional no mexicano.

## Galardonados por año
- 2014:
  - José Woldenberg. (México. Político, académico, periodista)
  - Carlos Antonio Levi. (Brasil. Ingeniero naval, investigador oceanográfico)
  - Miguel Carbonell Sánchez. (México. Jurista, escritor y académico)
  - Álvaro Ruíz Abreu. (México. Ensayista y académico)
  - Daína Chaviano (Cuba-EE. UU.). Escritora, periodista y traductora)

- 2013:
  - Rosa Dehesa
  - Julieta Norma Fierro Gossman
  - Susana Alexander. (México. Directora, actriz, traductora)
  - René Avilés Fabila. (México. Escritor, periodista y catedrático)
  - Antonio de Jesús Osuna Rodríguez. (México)
  - Oscar Cruz Barney. (México)

- 2012:
  - Diego Valadés Ríos. (México. Abogado, jurista y político)
  - Gloria Mestre. (México. Bailarina, coreógrafa y actriz)
  - José Sarukhán Kermez. (México. Biólogo)
  - Dionicio Morales
  - Federico Reyes Heroles. (México. Escritor y comentarista político)

- 2011:
  - Dora María “La Chaparrita de Oro”
  - Mónica Lavín. (México. Escritora y periodista)
  - Jaime Labastida. (México. Poeta, periodista, ensayista, académico y filósofo)
  - José Ramón Cossío Díaz. (México. Abogado)

- 2010:
  - Margo Glantz. (México. Escritora, ensayista, crítica literaria)
  - Héctor Aguilar Camín. (México, Periodista, novelista, historiador)
  - Eduardo Matos Moctezuma. (México. Arqueólogo)

- 2009: 
  - Cristina Pacheco. (México. Periodista, escritora, conductora)
  - Juan Villoro. (México. Escritor y periodista)
  - Luis Barjau. (México)